# Обитель (роман)
«Оби́тель» — исторический роман русского писателя Захара Прилепина, повествующий о жизни заключённых в советском Соловецком лагере особого назначения в конце 1920-х годов. Опубликован в 2014 году в российском издательстве «АСТ».
25 ноября 2014 года Захар Прилепин за роман «Обитель» был удостоен национальной литературной премии «Большая книга» (первая премия) девятого сезона (сезона 2013—2014 годов).
7 февраля 2017 года автору романа Захару Прилепину была присуждена премия Правительства Российской Федерации в области культуры 2016 года.

## Персонажи
- Артём Горяинов (1900—1930) — молодой человек 27 лет, оказавшийся в Соловецком лагере особого назначения в конце 1920-х годов
- Эйхманис — начальник Соловецкого лагеря особого назначения (прототип — Ф. И. Эйхманс)
- Галина (прототип — Галина Кучеренко, любовница Ф. И. Эйхманса; её дневник приведён в приложении к роману)
- Митя Щелкачов (прототип — Д. С. Лихачёв)
- Ногтев — бывший начальник лагеря (прототип — А. П. Ногтев)
- Френкель (прототип — Н. А. Френкель)
- Борис Лукьянович (прототип — Б. Л. Солоневич)
- отец Иоанн — православный священнослужитель
- Афанасьев — ленинградский поэт, осуждённый за «антисоветскую агитацию»
- Василий Петрович
- Авдей Сивцев — рязанский мужик, бывший красноармеец
- Лажечников — терский казак
- Бурцев — колчаковский офицер
- Моисей Соломонович
- Хасаев — чеченец
- Кучерава — грузин, ротный в лагере
- Крапин — бывший милиционер, взводный в лагере

## Фактические несоответствия
Писатель и литературный критик Александр Кузьменков указал на серьёзные нарушения хронотопа в «Обители»: «СЛОН им. Прилепина — довольно-таки странное место. Горький в 1929 году, похоже, сюда вовсе не заглядывал. И безумный командарм Кожевников забыл написать манифест о восшествии на российский престол. И эпидемия азиатского тифа чудом прошла мимо лагеря. А сотрудник ИСО Киселёв, автор книги „Лагеря смерти в С.С.С.Р.“, бежал в Финляндию как минимум на год раньше срока… Власть советская чудит ещё пуще соловецкой. ЦИК и Совнарком ликвидировали НЭП досрочно, до 11 октября 1931 года. А сухой закон (1917—1923) отчего-то совместили с первой пятилеткой».

## Заимствования
А. Кузьменков отметил ряд заимствований в тексте Прилепина.
«Они должность дают по фамилии. Не понял? Ну, смотри. Счетовод — естественно, Серебренников… Зоологическая станция — Зверобоев». Аналогичное предположение высказано у А. Солженицына в «Архипелаге»: «И если уж 7-я рота артистическая, то ротный у неё — Кунст. Если Берри-Ягода — то начальник ягодосушилки».
Фраза «Десятник взамен работы придумал мужичку другое занятие. Встав на пенёк, мужичок начал выкрикивать: „Я филон! Я филон! Я паразит советской власти!“» является прямым заимствованием из мемуаров Н. Киселёва-Громова «Лагери смерти в С.С.С.Р.» без ссылки на первоисточник.
Аналогичным образом использованы воспоминания Д. Лихачёва во фрагменте «Вдоль стен, избегая света фонарей, Артём побежал к дровяным складам… Полез между поленниц, сдерживая сип, рвущийся из глотки. Дрова были длинные — для монастырских печей, расцарапал щёку, нахватал заноз полные ладони, забрался как можно дальше и стих там, видя одну звезду над головой».
Так же Прилепин процитировал «Неугасимую лампаду» Б. Ширяева: «Выше бороду, поп, скоро Бога увидишь, — напутствовал Ногтев батюшку Зиновия, отправляемого на общие работы».
По мнению А. Кузьменкова, автор заимствовал у старших товарищей даже новояз: «журчеёк» (П. Дудочкин, 1988), «бурлыкать» (Л. Петрушевская, 1992). В то же время роман обильно уснащён современным жаргоном, в 1920-е годы неведомым: «приблуда», «добазариться», «разборка», «с бодуна»…
Имя главного героя — Артём Горяинов — явная отсылка к Александру Петровичу Горянчикову из «Мёртвого дома», считает А. Кузьменков.

## Отзывы
- Дмитрий Быков, писатель, поэт, публицист:[8]

Роман Захара Прилепина читается как абсолютно сегодняшняя хроника. (...) Там замечательный лейтмотив.
- Лев Пирогов, критик:[8]

Мощный, прямо-таки неожиданный, какой-то лев-толстовский по силе изобразительный талант автора с лихвой, с запасом крест-накрест перекрывает условности композиционной конструкции.
- Галина Юзефович, журналист:[8]

Новый роман Прилепина «Обитель» с большим запасом компенсирует все выданные ему ранее авансы без малейших сомнений и перемещая его в главные писатели современности.
- Александр Свирилин, критик:[9]

Несмотря на пронизанность христианскими мотивами, «Обитель» повествует отнюдь не об обретении веры. Перед нами не богоискательство, а отстранённое богосозерцательство. Острое осознание незримого присутствия Бога, растворения во всём божественного начала при полном его неприятии и нераскаянии.
- Александр Кузьменков, критик:[6]

Каждая попытка рассуждать кончается либо термоядерным паралогизмом («Человек тёмен и страшен, но мир человечен»), либо до дыр истрёпанной банальностью («Русскому человеку себя не жалко»). Более или менее внятно романисту удалось сформулировать единственную мысль: палач и жертва неотличимы друг от друга, одинаково жестоки и в равной степени омерзительны. Впрочем, на этой торной дороге оступиться при всём желании невозможно.

## Издания
- Захар Прилепин. Обитель. — М.: «АСТ», редакция Елены Шубиной, 2014.
- Захар Прилепин. Обитель. — М.: «АСТ», редакция Елены Шубиной, 2015. — 746, [6] с. — (Проза Захара Прилепина).
- Захар Прилепин. Обитель. — М.: «АСТ», редакция Елены Шубиной, 2018. ISBN 978-5-17084482-8
- Захар Прилепин. Обитель. — М.: Издательство АСТ, редакция Елены Шубиной, 2021. — 752 с.

## Экранизации
1 августа 2016 года стало известно, что режиссёр Александр Велединский («Географ глобус пропил», «Живой») снимет сериал по мотивам романа «Обитель». Съёмки начались в августе 2018 года. Авторы сценария — Захар Прилепин и Александр Велединский. Съёмки картины проходили в Вологодской, Ленинградской, Ярославской областях. В съёмках восьмисерийного художественного фильма приняли участие Сергей Безруков, Владимир Стеклов, Виктор Раков, Евгений Ткачук, Александра Ребенок, Виктор Добронравов, Юрий Кузнецов, Игорь Черневич.